# Reologie

Euklidova hmota

Pascalova hmota

Hookova hmota

Reologie je vědní obor mechaniky spojitých prostředí (mechaniky kontinua), který se věnuje zkoumání a modelování deformačních vlastností látek, zejména závislosti deformace, napětí a času.
Reologie má široké uplatnění v geologii a příbuzných vědách i v mnoha technických oborech věnovaných materiálům a jejich deformacím.

## Druhy reologického posuzování
- Fenomenologický
- Strukturní

## Rozdělení podle časového působení
- Okamžité
- Krátkodobé
- Dlouhodobé

## Modely základní

### Lineární modely
Lineární modely se vyznačují přímkovou úměrností mezi deformací a napětím
- Euklidova hmota – Absolutně tuhé těleso – Napětí je nezávislé na deformaci
- Pascalova hmota – Ideální kapalina – Deformace je nezávislá na napětí
- Hookova hmota – Pružné těleso – Je přímá úměrnost mezi napětím a deformací
- Newtonova hmota – Vazká tekutina – Je přímá úměrnost mezi napětím a deformací – ale deformace je nevratná

### Nelineární modely
- Saint-Vanetova – Tvárná (plastická) hmota – Z počátku se chová hmota jako Euklidova hmota, ale po dosažení určité úrovně se změní chování jako Pascalova hmota
- Zpevněná hmota – V první fázi se chová jako ideální kapalina a po dosažení určité deformace se chová jako Euklidova hmota

## Komplexní modely
- Viskoelastická hmota (Maxwellův model, Zenerův model, Jeffreyův model, Kelvinův model)
- Elastoplastická (pružnoplastická) hmota
- Viskoelastoplastická hmota